# كارل هولم
كارل هولم (بالدنماركية: Carl Holm)‏ (14 سبتمبر 1927 - ) هو مدرب كرة قدم ولاعب كرة قدم دانمركي في مركز الهجوم. لعب مع نادي بولدكلوبين 1903.

## وصلات خارجية
- كارل هولم على موقع قاعدة بيانات كرة القدم.إي يو (الإنجليزية)
- كارل هولم على موقع عالم كرة القدم.نت (الإنجليزية)
- كارل هولم على موقع أوليمبيديا (الإنجليزية)